# آی هازوکی
آی هازوکی (انگلیسی: Ai Hazuki؛ زادهٔ ۲۲ سپتامبر ۱۹۹۵) بازیگر، و بازیگر سینما اهل ژاپن است.